# Au cœur du temps (comics)
 (décembre 2012).
Si vous disposez d'ouvrages ou d'articles de référence ou si vous connaissez des sites web de qualité traitant du thème abordé ici, merci de compléter l'article en donnant les références utiles à sa vérifiabilité et en les liant à la section « Notes et références ».
Au cœur du temps  est une bande dessinée, tirée du feuilleton américain du même nom, créée par Paul S. Newman (scénario) et Tom Gill (dessins).

## Le contexte
Au cœur du temps est à l’origine une série télévisée créée par Irwin Allen. Elle ne dura qu’une seule saison (1966-1967) et 30 épisodes. Comme à son habitude, Gold Key acquit la licence et publia le premier numéro au début de 1967. L’annulation de la série à la télévision entraina l’abandon de la bande dessinée dont le deuxième numéro sortit plusieurs mois après le lancement et fut donc dans l’incapacité de fidéliser un éventuel lectorat.

## Publications

### The Time Tunnel
Toutes les histoires sont dues à Paul S. Newman (scénario) et Tom Gill (dessins). Ces histoires ont été traduites en français dans les #34 et 35 de Bonanza.
1er février 1967
1.	The Assassins – 14 planches
L’action se passe à Washington en 1865 lors de l’assassinat du président Abraham Lincoln.

2.	The Lion or the Volcano? – 8 planches
L’action se passe à Pompéi en 79 lors de l’éruption du Vésuve. 
3.	Mars Countdown – 10 planches
L’action se passe en 1980 dans une fusée spatiale.
2 juillet 1967'
4.	The Conquerors – 14 planches
L’action se passe vers 2066 puis en 1944 où des nazis du futur essaient de faire échouer le débarquement du 6 juin.
5.	The Captives – 12 planches
L’action se passe dans l’ouest américain peu de temps avant la bataille de Little Big Horn en 1876.

### The Time Tunnel: The Complete series
Hermes Press -2009

Reprend l’intégralité des 58 planches auxquelles s’ajoutent une introduction d'Alan J. Porter et une postface, agrémentée de nombreuses photos, de Daniel Herman.